# Démographie d'Amilly (Loiret)
Pour les articles homonymes, voir Amilly.
La démographie d'Amilly, commune urbaine du département du Loiret, faisant partie de l'unité urbaine de Montargis, en région Centre-Val de Loire, est caractérisée par une densité forte et une population en croissance forte à partir des années 1920 et stabilisée depuis le début des années 2000.
En 2014, Amilly comptait 12 672  habitants, soit une évolution de 8.6 % par rapport à 2006. La commune occupait le 10e rang en nombre d'habitants sur les 334 communes que compte le département. La population est plus âgée que celle de la France métropolitaine.
L'évolution démographique, les indicateurs démographiques, la pyramide des âges, l'état matrimonial, les caractéristiques de l'emploi et le niveau de formation sont détaillés ci-après.

## Évolution démographique
L'évolution du nombre d'habitants est connue à travers les recensements de la population effectués périodiquement dans la commune depuis 1793. 
Après une phase de relative stabilité au XIXe siècle et au début du XXe siècle, la commune connaît une forte croissance à partir des années 1920 pour se stabiliser au début des années 2000.
Une réforme du mode de recensement permet à l'Insee de publier les populations légales des communes annuellement à partir de 2006. Pour les communes de moins de 10 000 habitants, le recensement est annuel et la collecte porte sur un échantillon d'adresses tirées au hasard et représentant environ 8 % de la population,.
En 2014, Amilly comptait 12 672  habitants, soit une évolution de 8.6 % par rapport à 2006. La commune occupait le 10e rang en nombre d'habitants sur les 334 communes que compte le département.
| 1793  | 1800  | 1806  | 1821  | 1831  | 1836  | 1841  | 1846  | 1851  |
| ----- | ----- | ----- | ----- | ----- | ----- | ----- | ----- | ----- |
| 1 246 | 1 474 | 1 424 | 1 441 | 1 618 | 1 675 | 1 670 | 1 824 | 2 013 |

| 1856  | 1861  | 1866  | 1872  | 1876  | 1881  | 1886  | 1891  | 1896  |
| ----- | ----- | ----- | ----- | ----- | ----- | ----- | ----- | ----- |
| 2 162 | 2 263 | 2 093 | 2 304 | 2 429 | 2 555 | 2 594 | 2 374 | 2 220 |

| 1901  | 1906  | 1911  | 1921  | 1926  | 1931  | 1936  | 1946  | 1954  |
| ----- | ----- | ----- | ----- | ----- | ----- | ----- | ----- | ----- |
| 2 215 | 2 235 | 2 203 | 2 200 | 2 504 | 2 934 | 3 317 | 3 828 | 4 213 |

| 1962  | 1968  | 1975  | 1982  | 1990   | 1999   | 2006   | 2011   | 2014   |
| ----- | ----- | ----- | ----- | ------ | ------ | ------ | ------ | ------ |
| 5 468 | 6 705 | 8 373 | 9 478 | 11 029 | 11 497 | 11 667 | 11 833 | 12 672 |

## Indicateurs démographiques

### Densité
La densité de population  d'Amilly, mesurant le nombre de personnes par unité de surface, est passée de 166,5 habitants/km2 en 1968 à 288,6 en 2009. Elle est, en 2009, 3 fois plus forte que la densité moyenne du département du Loiret (96,5), 4,5 fois plus forte que celle de la région Centre-Val de Loire (64,8) et 2,5 fois que celle de la France métropolitaine (114,8).
Cet indicateur situe la commune au 25e rang au niveau départemental (sur 334 communes) et au 2 847e au niveau national (France métropolitaine), sur 36 575 communes.
|                           | Amilly | Amilly | Amilly | Amilly | Amilly | Amilly | Loiret  | Centre    | France     |
|                           | 1968   | 1975   | 1982   | 1990   | 1999   | 2009   | 2009    | 2009      | 2009       |
| ------------------------- | ------ | ------ | ------ | ------ | ------ | ------ | ------- | --------- | ---------- |
| Population                | 6 705  | 8 373  | 9 478  | 11 029 | 11 497 | 11 621 | 653 510 | 2 538 590 | 62 465 709 |
| Densité moyenne (hab/km²) | 166,5  | 208    | 235,4  | 273,9  | 285,6  | 288,6  | 96,5    | 64,8      | 114,8      |

### Soldes naturels et migratoires
La variation moyenne annuelle de la population s'est relativement tassée depuis les années 1970. De 3,2 % sur la période 1968-1975, elle est passée à 0,1 % sur la période 1999-2009, quand celle du département du Loiret a baissé de 1,9 % à 0,6 %. Le solde naturel annuel, qui est la différence entre  le nombre de naissances et le nombre de décès enregistrés au cours d'une même année, connaît une forte baisse, puisque la variation annuelle due au solde naturel passe de 0,4 à -0,2. La baisse du taux de natalité, qui passe de 13,3 % à 9,4 %, est en fait relativement compensée par la baisse du taux de mortalité, qui parallèlement passe de 10,9 à 8,6.
Le flux migratoire connaît un recul, le taux annuel passant de 2,9 à 0,3 %, traduisant une baisse des implantations nouvelles dans la commune.
Le taux de natalité est passé de 13,3 ‰ sur la période 1968-1975 à 9,4 ‰  sur la période 1999-2009.  Celui du département était sur la période 1999-2009 de 13,1 ‰ et celui de la France métropolitaine de  12,8 ‰.
Le taux de mortalité est quant à lui passé de 9,4 ‰ sur la période 1968-1975 à 11,6 ‰  sur la période 1999-2009. Celui du département était sur cette dernière période de 8,5 ‰ et celui de la France de 8,8 ‰.
Evolution sur la période 1968-2009
|             |                                                    | 1968 à 1975 | 1975 à 1982 | 1982 à 1990 | 1990 à 1999 | 1999 à 2009 |
| ----------- | -------------------------------------------------- | ----------- | ----------- | ----------- | ----------- | ----------- |
| Commune     | Variation annuelle moyenne de la population (en %) | 3,2         | 1,8         | 1,9         | 0,5         | 0,1         |
| Commune     | - due au solde naturel (en %)                      | 0,4         | 0           | 0,2         | 0,1         | -0,2        |
| Commune     | - due au solde apparent des entrées sorties (en %) | 2,9         | 1,7         | 1,7         | 0,3         | 0,3         |
| Commune     | Taux de natalité (en ‰)                            | 13,3        | 9,1         | 10,3        | 10          | 9,4         |
| Commune     | Taux de mortalité (en ‰)                           | 9,4         | 8,6         | 8           | 8,5         | 11,6        |
| Département | Variation annuelle moyenne de la population (en %) | 1,9         | 1,3         | 1           | 0,7         | 0,6         |
| France      | Variation annuelle moyenne de la population (en %) | 0,8         | 0,5         | 0,5         | 0,4         | 0,7         |

Mouvements naturels sur la période 1999-2009

## Âge de la population

### Indice de jeunesse
La population d'Amilly présente en 2009 une structure par grands groupes d'âge légèrement plus âgée que celle de la France métropolitaine. Il existe en effet soixante-dix-neuf jeunes de moins de 20 ans pour cent personnes de plus de 60 ans, alors que pour la France l'indice de jeunesse, qui est égal à la division de la part des moins de 20 ans par la part des plus de 60 ans, est de 1,06. L'indice de jeunesse de la commune est également inférieurà celui  du département (1,1) et à celui de la région (0,95).
La population a vieilli entre 1999 et 2009, le taux des personnes de 60 ans et plus passant de 26 % à 30 %, à l'instar des populations du département et de la France qui sont aussi passées respectivement de 20 à 23 % pour le Département et de 20 à 23 % pour la France métropolitaine. 
|                    | Amilly | Loiret | Centre | France |
| ------------------ | ------ | ------ | ------ | ------ |
| Ensemble           | 100    | 100    | 100    | 100    |
| moins de 20 ans    | 23,6   | 24,7   | 23,4   | 23,8   |
| de 20 à 59 ans     | 17,4   | 52,7   | 51,9   | 53,6   |
| 60 ans ou plus     | 29,9   | 22,5   | 24,7   | 22,6   |
| Indice de jeunesse | 0,79   | 1,1    | 0,95   | 1,06   |

|                | Amilly | Amilly | Amilly | Amilly | Loiret | Loiret | France | France |
|                | 2009   | 2009   | 1999   | 1999   | 2009   | 1999   | 2009   | 1999   |
| -------------- | ------ | ------ | ------ | ------ | ------ | ------ | ------ | ------ |
|                | nb     | %      | nb     | %      | %      | %      | %      | %      |
| Ensemble       | 11621  | 100    | 11497  | 100    | 100    | 100    | 100    | 100    |
| 0-14 ans       | 1965   | 17     | 2045   | 18     | 19     | 20     | 18     | 19     |
| 15-29 ans      | 1780   | 15     | 1832   | 16     | 18     | 20     | 19     | 20     |
| 30-44 ans      | 1914   | 16     | 2302   | 20     | 20     | 22     | 20     | 22     |
| 45-59 ans      | 2487   | 21     | 2321   | 20     | 20     | 18     | 20     | 18     |
| 60-74 ans      | 2102   | 18     | 1920   | 17     | 14     | 13     | 14     | 13     |
| 75 ans ou plus | 1372   | 12     | 1077   | 9      | 9      | 7      | 9      | 7      |

 1999  2009

### Pyramide des âges
La pyramide des âges, à savoir la répartition par sexe et âge de la population, de la commune de Amilly en 2009 ainsi que, comparativement, celle du département du Loiret la même année, sont représentées avec les graphiques ci-dessous.
La population de la commune comporte 47,3 % d'hommes et 52,7 % de femmes. Les tranches pour lesquelles le déséquilibre est le plus prononcé en faveur des femmes sont les tranches 75-90 ans (+15,6 % de femmes) et 90 ans et + (+59,6 % de femmes).
| Hommes | Classe d’âge | Femmes |
| ------ | ------------ | ------ |
| 0,6    | 90 ans ou +  | 2,0    |
| 9,3    | 75 à 89 ans  | 11,5   |
| 18,6   | 60 à 74 ans  | 17,6   |
| 21,6   | 45 à 59 ans  | 21,2   |
| 16,5   | 30 à 44 ans  | 16,5   |
| 15,9   | 15 à 29 ans  | 14,8   |
| 17,5   | 0 à 14 ans   | 16,4   |

| Hommes | Classe d’âge | Femmes |
| ------ | ------------ | ------ |
| 0,4    | 90 ans ou +  | 1,1    |
| 6,6    | 75 à 89 ans  | 9,5    |
| 13,4   | 60 à 74 ans  | 13,9   |
| 20,1   | 45 à 59 ans  | 20,0   |
| 20,3   | 30 à 44 ans  | 19,5   |
| 19,3   | 15 à 29 ans  | 17,7   |
| 19,9   | 0 à 14 ans   | 18,2   |

## État matrimonial
En 2009, la commune comptait 30,3 % de célibataires, 53 % de personnes mariées, 10,5 % de veufs ou veuves et 6,3 % de divorcé(e)s. Le taux de personnes mariées apparaît ainsi supérieur à celui du département (49,8 %) mais aussi de la France (47,5 %).
|               | Amilly | Amilly | Amilly | Loiret | France |
| ------------- | ------ | ------ | ------ | ------ | ------ |
|               | Hommes | Femmes | Total  | Total  | Total  |
| Célibataires  | 34 %   | 27 %   | 30,3 % | 35,6 % | 37,5 % |
| Marié(e)s     | 56 %   | 50,3 % | 53 %   | 49,8 % | 47,5 % |
| Veufs, veuves | 4,5 %  | 15,7 % | 10,5 % | 7,6 %  | 7,7 %  |
| Divorcé(e)s   | 5,4 %  | 7 %    | 6,3 %  | 7 %    | 7,4 %  |

La répartition de la population de 15 ans ou plus par sexe, âge et état matrimonial légal en 2009 est présentée dans le tableau suivant.
|                | Hommes       | Hommes    | Hommes        | Hommes      | Hommes   | Femmes       | Femmes    | Femmes        | Femmes      | Femmes   | Total        | Total     | Total         | Total       | Total    |
|                | Célibataires | Marié(e)s | Veufs, veuves | Divorcé(e)s | Ensemble | Célibataires | Marié(e)s | Veufs, veuves | Divorcé(e)s | Ensemble | Célibataires | Marié(e)s | Veufs, veuves | Divorcé(e)s | Ensemble |
| -------------- | ------------ | --------- | ------------- | ----------- | -------- | ------------ | --------- | ------------- | ----------- | -------- | ------------ | --------- | ------------- | ----------- | -------- |
| 15 à 19 ans    | 359          | 0         | 0             | 1           | 360      | 419          | 0         | 0             | 0           | 419      | 778          | 0         | 0             | 1           | 779      |
| 20 à 24 ans    | 234          | 10        | 0             | 0           | 243      | 199          | 17        | 0             | 0           | 216      | 433          | 27        | 0             | 0           | 460      |
| 25 à 39 ans    | 533          | 311       | 0             | 14          | 858      | 420          | 367       | 10            | 54          | 851      | 953          | 679       | 10            | 67          | 1709     |
| 40 à 54 ans    | 267          | 740       | 32            | 74          | 1113     | 229          | 859       | 42            | 131         | 1261     | 495          | 1600      | 74            | 205         | 2374     |
| 55 à 64 ans    | 65           | 609       | 24            | 85          | 784      | 58           | 649       | 80            | 102         | 889      | 123          | 1259      | 104           | 187         | 1673     |
| 65 à 79 ans    | 69           | 694       | 77            | 61          | 901      | 37           | 568       | 319           | 51          | 974      | 106          | 1262      | 396           | 112         | 1876     |
| 80 ans ou plus | 17           | 177       | 72            | 13          | 278      | 21           | 112       | 353           | 20          | 507      | 38           | 289       | 425           | 33          | 785      |
| Ensemble       | 1543         | 2541      | 206           | 247         | 4538     | 1384         | 2572      | 803           | 358         | 5118     | 2927         | 5114      | 1009          | 606         | 9656     |

## Emploi
En 2009, les employés représentaient, avec 1502 emplois, la catégorie socioprofessionnelle la plus importante de la population active de la commune (15,5 % contre 16,6 au niveau départemental). En 1999, ils étaient 1564 et représentaient 16,5 % de la population active.
La commune comptait par ailleurs, en 2009, 3468 retraités, soit 35,9 % de la population de la commune et 8,6 % de plus que le taux départemental. Cet écart s'est toutefois réduit par rapport à celui de 1999 puisqu'il était alors de 7,6 %.
|                                                   | Amilly | Amilly | Amilly | Amilly | Loiret | Loiret | France | France |
| ------------------------------------------------- | ------ | ------ | ------ | ------ | ------ | ------ | ------ | ------ |
| 2009                                              | 2009   | 1999   | 1999   | 2009   | 1999   | 2009   | 1999   |        |
| nb                                                | %      | nb     | %      | %      | %      | %      | %      |        |
| Ensemble                                          | 9 661  | 100    | 9 464  | 100    | 100    | 100    | 100    | 100    |
| Agriculteurs exploitants                          | 35     | 0,4    | 16     | 0,2    | 0,8    | 1,1    | 1      | 1,4    |
| Artisans, commerçants, chefs d'entreprise         | 269    | 2,8    | 248    | 2,6    | 2,8    | 3      | 3,3    | 3,5    |
| Cadres et professions intellectuelles supérieures | 522    | 5,4    | 524    | 5,5    | 7,9    | 6,4    | 8,7    | 6,7    |
| Professions intermédiaires                        | 1 264  | 13,1   | 1 084  | 11,5   | 14,7   | 12,8   | 13,9   | 12,1   |
| Employés                                          | 1 502  | 15,5   | 1 564  | 16,5   | 16,3   | 16,6   | 16,6   | 16,5   |
| Ouvriers                                          | 1 241  | 12,8   | 1 540  | 16,3   | 15,7   | 17,3   | 13,5   | 14,9   |
| Retraités                                         | 3 468  | 35,9   | 2 840  | 30     | 27,3   | 23,5   | 26,2   | 22,4   |
| Autres personnes sans activité professionnelle    | 1 360  | 14,1   | 1 648  | 17,4   | 14,5   | 19,3   | 16,9   | 22,6   |

 1999  2009
En 2009, année de recensement exhaustif, la répartition de la population de 15 ans ou plus de la commune par sexe, âge et catégorie socioprofessionnelle est, comparativement à celle du département, la suivante :
|                                                   | Amilly | Amilly                             | Amilly                             | Amilly                             | Amilly                             | Amilly | Loiret  | Loiret                             | Loiret                             | Loiret                             | Loiret                             | Loiret |
| Hommes                                            | Femmes | Part en % de la population âgée de | Part en % de la population âgée de | Part en % de la population âgée de | Part en % de la population âgée de | Hommes | Femmes  | Part en % de la population âgée de | Part en % de la population âgée de | Part en % de la population âgée de | Part en % de la population âgée de |        |
| Hommes                                            | Femmes | 15 à 24 ans                        | 25 à 54 ans                        | 55 ans ou +                        | Ensemble                           | Hommes | Femmes  | 15 à 24 ans                        | 25 à 54 ans                        | 55 ans ou +                        | Ensemble                           |        |
| ------------------------------------------------- | ------ | ---------------------------------- | ---------------------------------- | ---------------------------------- | ---------------------------------- | ------ | ------- | ---------------------------------- | ---------------------------------- | ---------------------------------- | ---------------------------------- | ------ |
| Ensemble                                          | 4 514  | 5 147                              | 100                                | 100                                | 100                                | 100    | 255 436 | 273 463                            | 100                                | 100                                | 100                                | 100    |
| Agriculteurs exploitants                          | 34     | 1                                  | 0                                  | 1                                  | 0                                  | 0,4    | 3 221   | 893                                | 0,1                                | 1,1                                | 0,6                                | 0,8    |
| Artisans, commerçants, chefs d'entreprise         | 216    | 53                                 | 1                                  | 5                                  | 2                                  | 2,8    | 10 609  | 4 012                              | 0,6                                | 4,3                                | 1,6                                | 2,8    |
| Cadres et professions intellectuelles supérieures | 319    | 203                                | 1                                  | 10                                 | 3                                  | 5,4    | 26 145  | 15 544                             | 1,3                                | 12,9                               | 3,8                                | 7,9    |
| Professions intermédiaires                        | 671    | 593                                | 9                                  | 25                                 | 3                                  | 13,1   | 38 104  | 39 845                             | 9                                  | 24,4                               | 4,1                                | 14,7   |
| Employés                                          | 253    | 1 248                              | 15                                 | 26                                 | 6                                  | 15,5   | 19 492  | 66 949                             | 16,6                               | 24,7                               | 4,9                                | 16,3   |
| Ouvriers                                          | 937    | 304                                | 14                                 | 23                                 | 3                                  | 12,8   | 63 169  | 19 974                             | 18,1                               | 23,7                               | 3,9                                | 15,7   |
| Retraités                                         | 1 600  | 1 868                              | 0                                  | 1                                  | 79                                 | 35,9   | 65 670  | 78 506                             | 0                                  | 0,5                                | 74,8                               | 27,3   |
| Autres personnes sans activité professionnelle    | 484    | 877                                | 0                                  | 10                                 | 5                                  | 14,1   | 29 026  | 47 741                             | 54,3                               | 8,4                                | 6,1                                | 14,5   |

## Niveau de formation
Le taux de personnes non scolarisées sans diplôme a diminué entre 1999 (16 %) et 2009 (15,6 %). Il est inférieur à celui du Loiret (18,3 %)  et à celui de la France métropolitaine (18,3 %).
Parallèlement le taux de personnes titulaires d'un diplôme de l'enseignement supérieur long est passé de 6,1 % en 1999 à 7 % en 2009, un taux inférieur à celui du Loiret (10,5 %) et au taux national relatif à la France métropolitaine (12,7 %).
|                                                           | Amilly | Amilly | Amilly | Amilly | Loiret | Loiret | France | France |
| --------------------------------------------------------- | ------ | ------ | ------ | ------ | ------ | ------ | ------ | ------ |
| 2009                                                      | 2009   | 1999   | 1999   | 2009   | 1999   | 2009   | 1999   |        |
| nb                                                        | %      | nb     | %      | %      | %      | %      | %      |        |
|                                                           | 8811   | 100    | 8621   | 100    | 100    | 100    | 100    | 100    |
| Aucun diplôme                                             | 1379   | 15,6 % | 1382   | 16 %   | 18,3   | 19,2   | 18,3   | 20     |
| Titulaires du certificat d'études primaires               | 1407   | 16 %   | 2000   | 23,2 % | 12,4   | 19     | 11,1   | 17,6   |
| Titulaires du BEPC, brevet des collèges                   | 612    | 6,9 %  | 620    | 7,2 %  | 6,1    | 7,7    | 6,3    | 8,1    |
| Titulaires d'un CAP ou d'un BEP                           | 2627   | 29,8 % | 2629   | 30,5 % | 26,1   | 26,9   | 24     | 25     |
| Titulaires d'un baccalauréat ou d'un brevet professionnel | 1315   | 14,9 % | 871    | 10,1 % | 15     | 11,4   | 15,9   | 12,1   |
| Titulaires d'un diplôme de l'enseignement supérieur court | 851    | 9,7 %  | 589    | 6,8 %  | 11,6   | 8,2    | 11,8   | 8,5    |
| Titulaires d'un diplôme de l'enseignement supérieur long  | 620    | 7 %    | 530    | 6,1 %  | 10,5   | 7,6    | 12,7   | 8,8    |

 1999  2009